# Der Keiler vom Keilsberg
Der Keiler vom Keilsberg ist eine vom Fernsehen der DDR produzierte Bühnen-Komödie von Filmregisseur Peter Hill aus dem Jahr 1980.
Der Arzt hat Herbert viel Bewegung an der frischen Luft verordnet. Das Jagen ist deshalb sein neues Hobby. Der Stolz seiner Frau Margot hat aber ein jähes Ende, als herauskommt, dass die Freizeitbeschäftigung alles andere ist als Jagdleidenschaft.

## Handlung
Herbert Herz hat sich seit einiger Zeit dem Waidwerk verschrieben und bringt auch die ein oder andere Jagdtrophäe mit nach Hause. Gerade als er wieder seinem Hobby frönt, klingelt Kantor Anselm Rosenknecht ganz aufgeregt bei Margot Herz und bittet um Hilfe. Eine Rotte Wildschweine sei in seinen Garten eingedrungen und ihr Mann solle sich doch bitte darum kümmern. Vor kurzem hat Herbert den gefürchteten Keiler vom Keilsberg erlegt und ist in der Nachbarschaft als angeblicher Jagdexperte bekannt. Herbert geht auch gleich der Angelegenheit nach, kaum dass er seine neue Trophäe an die Wand gehängt hat.
Unterwegs trifft er seinen alten Freund Ossi Brettschneider, dem er die Wahrheit über sein neues Hobby verrät. Weil seine Frau der Meinung war, dass ihm und seiner Gesundheit die frische Luft gut tun würde, hat er ihr zuliebe (nur theoretisch) mit der Jägerei begonnen und berichtet ihr stets ausschweifend von seinen aufregenden Jagdabenteuern. Tiere zu töten war aber nie seine Absicht. Die Trophäen erarbeitet er sich stets mit Maurerarbeiten bei anderen Leuten, ohne dass seine Frau etwas davon weiß. Den Wandschmuck vom Keiler vom Keilsberg hat er sich bei Otto Schickedanz verdient, aber der will den Keilerkopf nun plötzlich wieder zurück. Dadurch gerät Herbert in Erklärungsnot bei seiner Frau Margot, zumal Ottos Frau die Trophäe in Margots Wohnzimmer als ihren Keilerkopf wiedererkennt. Wie der Zufall es will, hat Herberts Freund Ossi einen anderen Keilerkopf besorgt, damit der von Schickedanz wieder zurückgegeben werden kann. Sie tauschen die Trophäen aus und lösen das Problem auf einfache Weise.
Neben diesen Turbulenzen muss sich Herbert auch noch um die Schweine kümmern, die Anselm Rosenknecht gesehen hatte. Dabei handelt es sich jedoch nicht um wilde Schweine, sondern um drei Handaufzuchten, die bei seinem Jagdfreund Kudde Kosanke weggelaufen waren. Nachdem Margot hinter Herberts Geheimnis kommt, zieht sie auch ihre Freundin Lilo Schickedanz ins Vertrauen. Gemeinsam erteilen sie ihren Männern einen Denkzettel, den sie so schnell nicht vergessen. Am Ende erschießt sogar Margot Herz selber einen wütenden Keiler, der seit einigen Tagen die Nachbarschaft unsicher gemacht hatte.

## Produktion
Der Film erlebte am 9. Juni 1980 im 1. Programm des Fernsehens der DDR seine Erstausstrahlung. Im Juli 2012 kam der Film bei Icestorm im Rahmen der Reihe DDR TV-Archiv auf DVD heraus.